# Jedlik Ányos-díj (Szikvízgyártók)

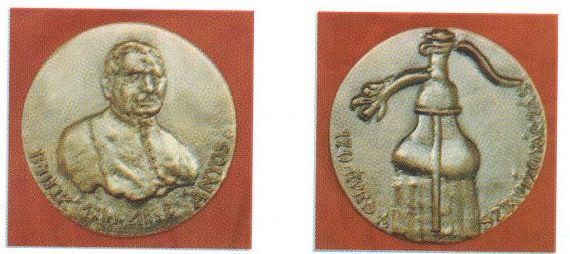
A Szikvízgyártók Országos Ipartestülete által alapított díj

Jedlik Ányos fiatal korára az általános érdeklődés volt jellemző. Foglalkozott kémiával, elektrokémiával (elemekkel), később elektromosságtanban volt sok alkotása, és kiemelkedőek voltak az optikai kísérletei.
1826-ban, hogy rendtársait meglepje, szódavízet állított elő. Később tervei alapján épült fel az első szikvízüzem. Sajnos ez hamar csődbe ment, így a nagy találmány akkor még kiaknázatlan maradt. Ennek emlékére alapította a Szikvízgyártók Országos Ipartestülete a Jedlik Ányos-díjat.

## A díj
Alakja: kerek. Átmérője 90 mm. Alkotta: Pálffy Katalin